# 奠边广播电视台
奠边广播电视台（越南语：／），简称，是一家位於越南奠边省奠边府市的廣播電視播出機構，也是越共奠边省委、奠边省人民委员会的喉舌。

## 历史沿革
奠边广播电视台的前身是莱州广播电台（Đài Phát thanh Lai Châu），成立于1977年，1986年，开始播出电视节目，并更名为莱州广播电视台（Đài Phát thanh – Truyền hình Lai Châu）。
2003年11月26日，越南国会决定析分莱州省为奠边省以及新的莱州省，莱州广播电视台也因此析分为奠边广播电视台以及新的莱州广播电视台，分别归属奠边省、莱州省各自的党委及人民委员会主管。
2011年，奠边广播电视台由模擬電視過渡至數位電視，并于2016年開始通過越南多媒體通訊總公司系统中的越卫1号向全国播出电视节目。奠边广播电视台在近年加強了在網路上的投入。開設了官方YouTube頻道，并開始在網路上實時播出自製的節目。

## 频道列表
奠边省广播电视台现拥有电视频道与广播电台频率各1条。

### 电视频道
| 頻道名稱     | 语言               | 广播格式  | 啟播時間 | 频道前身 | 備註  |
| 新闻综合频道 | 越南语、泰语、苗语 | HD: 1080i |          |          | [ 9 ] |

### 電台頻率
| 频道名称（广播） | 频率     | 参考   |
| ---------------- | -------- | ------ |
| 新闻综合广播（Thời sự chính trị tổng hợp） | FM 98MHz | [ 10 ] |

## 节目
- 《奠边省电视演唱大赛》[11]